# Marc Loewenstein
Marc Loewenstein (Ukkel, 14 september 1977) is een Belgisch politicus voor DéFI.

## Levensloop
Marc Loewenstein werd in 1998 kandidaat in de rechten aan de Facultés Universitaires Saint-Louis en in 2001 licentiaat in de rechten aan de ULB. Na zijn studies was hij zes maanden stagiair bij een advocatenkantoor in Londen.
Na zijn terugkeer naar België werd hij in september 2002 politiek actief voor het toenmalige FDF, als jurist voor de fractie van de partij in het Brussels Hoofdstedelijk Parlement. Nadien was hij van 2004 tot 2014 politiek secretaris van deze fractie. Na de omvorming van FDF tot DéFI werd Loewenstein van 2015 tot 2020 secretaris-generaal van de partij en van 2020 tot 2025 was hij penningmeester van DéFI.
Hij zette zich tevens in in de strijd tegen racisme, extreemrechts en antisemitisme. De Joodse Loewenstein was tijdens zijn studies voorzitter van de Joodse studentenvereniging UEJB en hij beheerde twintig jaar lang de website Antisemitisme.be.
In oktober 2006 werd Loewenstein verkozen tot gemeenteraadslid van Vorst, een functie die hij sinds december 2006 uitoefent. Van oktober 2007 tot november 2012 was hij er voorzitter van de plaatselijke FDF-afdeling en nadien was hij van 2012 tot 2018 schepen van Vorst, bevoegd voor Openbare Werken, Publieke Netheid, Burgerparticipatie en Informatica. Na de gemeenteraadsverkiezingen van oktober 2018 belandde hij gemeenteraadslid in de oppositie. 
Bij de Brusselse gewestverkiezingen van mei 2014 stond Loewenstein als tweede opvolger op de FDF-lijst en in juli 2014 werd hij Brussels Hoofdstedelijk Parlementslid ter vervanging van Brussels staatssecretaris Cécile Jodogne. Bij de verkiezingen van mei 2019 werd hij herkozen. Als Brussels parlementslid ging hij zich toeleggen op mobiliteit, verkeersveiligheid, het beheer van bouwwerven, openbare netheid, nieuwe technologieën, gehandicaptenbeleid, dierenwelzijn en de strijd tegen racisme en antisemitisme en van 2019 tot 2024 was hij vicevoorzitter van het Brussels Hoofdstedelijk Parlement. Loewenstein zetelde er tot aan de Brusselse gewestverkiezingen van juni 2024 en raakte toen niet meer verkozen.